# فرح الفاسي
فرح الفاسي (ولدت سنة 1985) هي ممثلة مغربية، بدأت مسيرتها المهنية في فيلم زمن الرفاق للمخرج محمد الشريف الطريبق سنة 2008. وشاركت بعدها في عدة أفلام ومسلسلات مغربية أخرى، وهي متزوجة من الممثل المغربي عمر لطفي.

## الحياة المُبكّرة
وُلدت فرح الفاسي في مدينة تطوان بشمال المغرب ودرست مرحلتي الابتدائية والإعداديّة هناك. خلال طفولتها؛ كانت فرح تُشارك بشكلٍ دوري في بعض المسرحيات التي كانت تنظمها مدرستها لكنها وبالرغمِ من ذلك لم تتبع مجال الفن بسبب عدم توفر تطوان على معاهد للتكوين السينمائي أو المسرحي. عادت فرح للاهتمام مُجددًا بمجال التمثيل حيثُ عملت على صقل مهاراتها وتطويرِ إمكانياتها ومؤهلاتها إلى أن حصلت على فرصة أولى في عام 2007 في فيلمٍ محلي وهو ما مكّنها من الانفتاح على المجال ولفتِ الانتباه كممثلة شابة صاعدة.

## المسيرة المهنيّة
اختيرت فرح من قِبل المخرج محمد الشريف الطريبق للمشاركة في بطولة فيلم زمن الرفاق الذي يحكي قصّة حركة المد اليساري الطلابي في فترة التسعينات. لمعَ نجمُ فرح بعدها وتمّ اختيارها من قبلِ عددٍ من المخرجين للمُشاركة في مجموعة منَ الأفلام؛ بعضها حصلت على دور البطولة أو البطولة المُشترَكة فيما حصلت على أدوار ثانويّة في أفلام أخرى. شاركت في فيلم إحباط للمخرج محمد إسماعيل كما ظهرت في فيلم أفراح صغيرة لمحمد الشريف الطريبق فضلًا عن ظهورها الثانوي في الفيلم القصير تيكشبيلا للمخرج يوسف العليوي.
انتقلت الفاسي للمُشاركة في المسلسلات حيثُ حصلت على دور مهم في سلسلة مرحبا بصحابي رُفقةَ زوجها عمر لطفي وظهرت في جزئه الثاني أيضًا كما شاركت في بطولة مسلسل القلب المجروح والمسلسل الرمضاني عز المدينة الذي صدرَ عام 2018 إلى جانبِ مسلسل الصفحة الأولى في نفس العام.

## قائمة أعمالها
| الفيلم/المسلسل   | سنة الإصدار | ملاحظات |
| ---------------- | ----------- | --- |
| زمن الرفاق       | 2008        | كان هذا أول فيلم لها ومن خِلاله تعرّف عليها الجمهور خاصّة أنّها حصلت فيهِ على دور البطولة فضلًا عن تحقيقهِ لنجاح لا بأسَ به |
| الطفل الشيخ      | 2012        | كانَ دور فرح ثانويًا في هذا الفيلم التاريخي الذي يروي قصّة طفل يقعُ بين نارين؛ نار الانضمام للمحتل الذي يُحاول استمالته ونار المقاومة وحمل السلاح من أجلِ الوطن |
| بوغابة           | 2013        | لم يحظى الفيلمُ بنجاحٍ كبير بالرغمِ من مشاركة شلّة منَ نجوم التمثيل المغاربة في تصويرهِ وعلى رأسهم زوجُ فرح الممثل عمر لطفي |
| إحباط            | 2015        | حصلت فرح في هذا الفيلم أيضًا على دور البطولة المُشتركة ويُعد أحد أفضل أفلامها في العقد الأوّل من القرن العشرين |
| حبال الريح       | 2015        | بث المسلسل على القناة الثانية طيلة شهر رمضان 2015. يحكي المسلسل قصة طمع وانتقام واحتيال لأجل الاستحواذ على السلطة، وذلك في فترة زمنية غير موضحة المعالم. |
| أفراح صغيرة      | 2015        | هو فيلمٌ صدرَ عام 2015 ويحكي قصّة تعودُ لخمسينات القرن العشرين في مدينة تطوان المغربية حيثُ تنشأ علاقة صداقة وثيقة بين فتاتين واحدة منهما تقوم بالغناء ضمن جوقة موسيقية نسائية فتدخل معَ الأخرى في علاقة عاطفيّة لتواجها الصعوبات في ظل مجتمع محافظ لا يقبلُ هذا النوع من العلاقات |
| القلب المجروح    | 2016        | يُعدّ أول مسلسل تحصلُ فيهِ فرح الفاسي على دور البطولة |
| مرحبا بصحابي     | 2016        | ظهرت فيهِ فرح ضمنَ بطولة متشركة مع ممثلين آخرين |
| الصفحة الأولى    | 2018        | حقّق الفيلم نجاحًا إلى حدٍ ما وفيهِ زادت شهرة الفاسي التي شاركت في بطولتهِ إلى جانب إدريس الروخ وسعد التسولي وعددٍ من الممثلين الآخرين |
| عز المدينة       | 2018        | شاركت فيه فرح أيضًا في بطولة مُشتَركة |
| لامورا           | 2020        | أدت فيه دور فتاة إسبانية، وهو آخر فيلم يخرجه محمد إسماعيل |
| سلمات أبو البنات | 2020 - 2021 | شاركت فيه في جزئيه الأول والثاني بدور ثنائي تمثل فيه دور ابنة عم عمر |
| بين لقصور        | 2024        | لعبت فيه دور وردة الذي لقى استحسان الجمهور المغربي، خصوصًا بسبب الثنائية الرومانسية التي قدمتها مع الممثل أنس بسبوسي بشخصية كاطورز. |
| البطل            | 2024        | أول فيلم يخرجه عمر لطفي |
| مسلسل رحمة       | 2025        | الدور الثاني في المسلسل |

## الجوائز
- حصلت فرح الفاسي على جائزة أحسن ثاني دور نسائي بمهرجان طنجة الوطني للفيلم عن دورها بفيلم «أفراح صغيرة».[7]

## وصلات خارجية
- فرح الفاسي على موقع IMDb (الإنجليزية)
- فرح الفاسي على موقع ألو سيني (الفرنسية)
- فرح الفاسي على موقع قاعدة بيانات الفيلم (الإنجليزية)
- فرح الفاسي على موقع africultures